# Tetsurō Fujiwara
Tetsurō Fujiwara (jap. 藤原 哲郎, Fujiwara Tetsurō) ist ein japanischer Mediziner (Pädiatrie).
Fujiwara war Wissenschaftler an der Klinik der Universität Akita. Fujiwara entwickelte Anfang der 1980er Jahre eine Behandlungsmethode gegen eine häufige Erkrankungs- und Todesursache von Frühgeborenen, dem Atemnotsyndrom, RDS (für Respiratory Distress Syndrome, Atemnotsyndrom des Neugeborenen, genauer Infant Respiratory Distress Syndrome, IRDS, NRDS (Newborn RDS), auch hyaline Membrankrankheit, Surfactant Mangelsyndrom), die aufgrund des Mangels an sogenannten Surfactants (oberflächenaktiven Substanzen) in der noch nicht entwickelten Lunge von Frühgeborenen entsteht. Fujiwara und Kollegen konnten damals Surfactants aus Rinder- und Schafslungen isolieren, Frühgeborenen in die Lunge einspritzen und diese damit erfolgreich gegen RDS behandeln. Nach einer Entwicklungsphase von rund 10 Jahren setzte sich das Verfahren ab Anfang der 1990er Jahre im klinischen Bereich durch. Fujiwara forschte davor schon seit den 1960er Jahren an der Tohoku-Universität an Surfactants.
1996 erhielt er gemeinsam mit Bengt Robertson, einem weiteren Pionier der Surfactant-Forschung, den König-Faisal-Preis für Medizin. 2004 wurde er zudem mit dem Virginia-Apgar-Award und 2008 mit dem Takeda-Medizinpreis  (武田医学賞, Takeda Igaku Shō) ausgezeichnet.

## Schriften
- Tetsuro Fujiwara, Shoichi Chida, Yoshitane Watabe, Haruo Maeta, Tomoaki Morita, Tadaaki Abe: Artificial surfactant therapy in hyaline-membrane disease. In: The Lancet. Volume 315, Nr. 8159, 1980, S. 55–59, doi:10.1016/S0140-6736(80)90489-4, PMID 6101413.